# Bythinella padiraci
Bythinella padiraci é uma espécie de gastrópode da família Hydrobiidae.
É endémica de França. 